# ECO Cup
La ECO Cup (precedentemente conosciuta come RCD Cup) è stata una competizione calcistica amichevole riservata alle squadre nazionali eurasiatiche.

## Storia
La manifestazione fu creata nel 1965 per celebrare il patto di cooperazione regionale (RCD - Regional Cooperation for Development) siglato nel 1964 tra Iran, Pakistan e Turchia. Dopo cinque edizioni svoltesi con cadenza quasi regolare la manifestazione venne cancellata. 
Nel 1993 fu istituito un nuovo torneo, diretto successore del precedente, al quale vennero invitati i membri dell'Organizzazione di cooperazione economica (ECO - Economic Cooperation Organization) istituita nel 1985 e ampliatasi nel 1992. La nuova organizzazione intergovernativa era composta da dieci membri ma solo sette di essi aderirono alla manifestazione sportiva: Afghanistan, Turchia e Uzbekistan non inviarono le rispettive rappresentative calcistiche. 
Nell'edizione 1974 l'Iran fu rappresentato non dalla propria squadra nazionale ma da una di club, il Malavan; nell'edizione 1993 il Kazakistan fu rappresentato dalla propria nazionale Under-21.

## Formula
Le prime cinque edizioni videro la partecipazione di sole tre squadre che si affrontavano in un girone all'italiana con sole gare di andata. Il sistema di punteggio prevedeva due punti per la vittoria, uno per il pareggio e zero per la sconfitta. Al termine degli incontri la squadra che aveva totalizzato più punti veniva dichiarata campione del torneo, in caso di arrivo a pari punti faceva fede la differenza reti per proclamare il vincitore.
L'edizione 1993 si svolse sempre con la formula del girone all'italiana con sole gare di andata ma le sette partecipanti furono divise in due gironi, le prime due classificate di ciascun raggruppamento si qualificarono alle semifinali e poi alla finale disputate in gara unica.

## Albo d'oro
| Vittorie | Nazione | Anni             |
| -------- | ------- | ---------------- |
| 3        | Iran    | 1965, 1970, 1993 |
| 3        | Turchia | 1967, 1969, 1974 |

## Edizioni
| RCD Cup       | RCD Cup         | RCD Cup  | RCD Cup           | RCD Cup           | RCD Cup           | RCD Cup           | RCD Cup           | RCD Cup                | RCD Cup                | RCD Cup                | RCD Cup                | RCD Cup                | RCD Cup                | RCD Cup           | RCD Cup           | RCD Cup | RCD Cup |
| ------------- | --------------- | -------- | ----------------- | ----------------- | ----------------- | ----------------- | ----------------- | ---------------------- | ---------------------- | ---------------------- | ---------------------- | ---------------------- | ---------------------- | ----------------- | ----------------- | ------- | ------- |
| Anno          | Paese ospitante |          | Classifica finale | Classifica finale | Classifica finale | Classifica finale | Classifica finale | Classifica finale      | Classifica finale      | Classifica finale      | Classifica finale      | Classifica finale      | Classifica finale      | Classifica finale | Classifica finale |         |         |
| Anno          | Paese ospitante | Campione | Campione          | Campione          | 2º posto          | 2º posto          | 2º posto          | 3º posto               | 3º posto               | 3º posto               | 3º posto               | 3º posto               | 3º posto               |                   |                   |         |         |
| 1965 Dettagli | Iran            | Iran     | Iran              | Iran              | Turchia           | Turchia           | Turchia           | Pakistan               | Pakistan               | Pakistan               | Pakistan               | Pakistan               | Pakistan               |                   |                   |         |         |
| 1967 Dettagli | Pakistan        | Turchia  | Turchia           | Turchia           | Iran              | Iran              | Iran              | Pakistan               | Pakistan               | Pakistan               | Pakistan               | Pakistan               | Pakistan               |                   |                   |         |         |
| 1969 Dettagli | Turchia         | Turchia  | Turchia           | Turchia           | Iran              | Iran              | Iran              | Pakistan               | Pakistan               | Pakistan               | Pakistan               | Pakistan               | Pakistan               |                   |                   |         |         |
| 1970 Dettagli | Iran            | Iran     | Iran              | Iran              | Turchia           | Turchia           | Turchia           | Pakistan               | Pakistan               | Pakistan               | Pakistan               | Pakistan               | Pakistan               |                   |                   |         |         |
| 1974 Dettagli | Pakistan        | Turchia  | Turchia           | Turchia           | Iran              | Iran              | Iran              | Pakistan               | Pakistan               | Pakistan               | Pakistan               | Pakistan               | Pakistan               |                   |                   |         |         |
| ECO Cup       |                 |          |                   |                   |                   |                   |                   |                        |                        |                        |                        |                        |                        |                   |                   |         |         |
| Anno          | Paese Ospitante |          | Finale            | Finale            | Finale            | Finale            | Finale            | Finale                 | Semifinalisti          | Semifinalisti          | Semifinalisti          | Semifinalisti          | Semifinalisti          | Semifinalisti     |                   |         |         |
| Anno          | Paese Ospitante | Campione | Campione          | Risultato         | Risultato         | 2º posto          | 2º posto          |                        | Semifinalisti          | Semifinalisti          | Semifinalisti          | Semifinalisti          | Semifinalisti          | Semifinalisti     |                   |         |         |
| 1993 Dettagli | Iran            | Iran     | Iran              | 2 - 1             | 2 - 1             | Turkmenistan      | Turkmenistan      | Tagikistan Azerbaigian | Tagikistan Azerbaigian | Tagikistan Azerbaigian | Tagikistan Azerbaigian | Tagikistan Azerbaigian | Tagikistan Azerbaigian |                   |                   |         |         |

## Piazzamenti
| Squadra      | 1º | 2º | 3º | 4º |
| Iran         | 3  | 3  | 0  | 0  |
| Turchia      | 3  | 2  | 0  | 0  |
| Turkmenistan | 0  | 1  | 0  | 0  |
| Pakistan     | 0  | 0  | 5  | 0  |
| Tagikistan   | 0  | 0  | 1  | 0  |
| Azerbaigian  | 0  | 0  | 1  | 0  |

## Partecipazioni e prestazioni nelle fasi finali
| Nazionale            | RCD Cup | RCD Cup | RCD Cup | RCD Cup | RCD Cup | ECO Cup | Partecip. | Vittorie |
| Nazionale            | 1965    | 1967    | 1969    | 1970    | 1974    | 1993    | Partecip. | Vittorie |
| -------------------- | ------- | ------- | ------- | ------- | ------- | ------- | --------- | -------- |
| Iran                 | 1°      | 2°      | 2°      | 1°      | 2°      | 1°      | 6         | 3        |
| Turchia              | 2°      | 1°      | 1°      | 2°      | 1°      | -       | 5         | 3        |
| Pakistan             | 3°      | 3°      | 3°      | 3°      | 3°      | 1T      | 6         | -        |
| Turkmenistan         | -       | -       | -       | -       | -       | 2°      | 1         | -        |
| Tagikistan           | -       | -       | -       | -       | -       | SF      | 1         | -        |
| Azerbaigian          | -       | -       | -       | -       | -       | SF      | 1         | -        |
| Kirghizistan         | -       | -       | -       | -       | -       | 1T      | 1         | -        |
| Kazakistan under 21  | -       | -       | -       | -       | -       | 1T      | 1         | -        |
| Squadre partecipanti | 3       | 3       | 3       | 3       | 3       | 7       | Edizioni  | 6        |

Legenda: 1° = Primo classificato, 2° = Secondo classificato, 3° = Terzo classificato, SF = Semifinalista, 1T = Eliminato al primo turno

## Nazioni ospitanti
| Edizioni | Nazione  | Anno/i           |
| -------- | -------- | ---------------- |
| 3        | Iran     | 1965, 1970, 1993 |
| 2        | Pakistan | 1967, 1974       |
| 1        | Turchia  | 1969             |

## Esordienti
| Anno             | Paese ospitante  | Nazionali esordienti                                            |
| 1965             | Iran             | Iran, Pakistan, Turchia                                         |
| Dal 1967 al 1974 | Dal 1967 al 1974 | Nessuna squadra esordiente                                      |
| 1993             | Iran             | Azerbaigian, Kazakistan, Kirghizistan, Tagikistan, Turkmenistan |